# Pyramide du Louvre
Louvre-pyramiden (fransk: Pyramide du Louvre) er en stor glas- og metalpyramide, designet af den kinesisk-amerikanske arkitekt I.M. Pei, omgivet af tre mindre pyramider i hovedhaven (Cour Napoléon) i Palais du Louvre i Paris. Den store pyramide fungerer som hovedindgangen til Louvre-museet. Byggeriet blev afsluttet i 1989, og er blevet et vartegn for byen Paris.

## Design og konstruktion
Frankrigs præsident, François Mitterrand, bestilte byggeriet i 1984, og bygningen blev udført af den kinesisk-amerikanske arkitekt I.M. Pei. Konstruktionen, der er sammensat af 603 rombeformede og 70 trekantede glassegmenter samt jerndrager, når en højde på 21,6 meter. Dens firkantede grundform har sider på 34 meter og et overfladeareal på 1.000 kvadratmeter. Pyramidestrukturen blev udtænket af Nicolet Chartrand Knoll Ltd. i Montreal og Rice Francis Ritchie fra Paris.
Pyramiden og den underjordiske lobby blev skabt på grund af en række problemer med Louvre's oprindelige hovedindgang, som ikke længere kunne håndtere det enorme antal daglige besøgende. Besøgende, der kommer ind gennem pyramiden, stiger ned i den rummelige lobby og stiger derfra op i hovedbygningerne.  

For designhistoriker Mark Pimlott, " [distribuerer] I.M. Peis plan mennesker effektivt fra den centrale indgang til en myriade af destinationer inden for det underjordiske netværk... den arkitektoniske ramme fremkalder, i gigantisk skala, minder om et gammelt atrium i en Pompeji-villa; behandlingen af åbningen, med sine ornamenterede støbninger og kabler, skaber minder om atriummer i kontorbygninger; den travle bevægelse af mennesker i alle retninger minder om sammenfletninger af togperroner eller internationale lufthavne."

Flere andre museer har kopieret dette koncept, især Museum of Science and Industry i Chicago. Dolphin Center, med en lignende pyramide af Richard, hertug af Gloucester, blev åbnet i april 1982. Selve opførelsen af pyramiden og dens underjordiske base og lobby blev udført af byggefirmatet Vinci. 
- Louvre-museets gårdsplads om natten.

## Kontroverser
Opførelsen af pyramiden udløste mange års stærk og livlig æstetisk og politisk debat. Kritikken faldt inden for fire områder: (1) bygningens modernistiske stil var uforenelig med den klassiske franske renæssancestil og Louvre; (2) pyramiden er et uegnet symbol på død og døderiget fra det gamle Egypten; (3) at projektet er en ubeskeden, prætentiøs, megalomanisk dårskab pålagt af daværende præsident François Mitterrand; og (4) den kinesisk-amerikanske arkitekt I.M. Pei er utilstrækkelig fransk til at blive betroet opgaven med at opdatere det skattede parisiske vartegn Louvre.
De, der kritiserede æstetikken, sagde, at det var "vanhelligt" at manipulere med Louvre's majestætiske gamle franske renæssancearkitektur og kaldte pyramiden en anakronistisk indtrængen af et egyptisk dødssymbol midt i Paris. I mellemtiden omtalte politiske kritikere strukturen som farao Francois' pyramide. Mange føler fortsat, at bygningens hårde modernisme er malplaceret.
I designfasen var der et forslag om, at designet skulle inkludere et spir på pyramiden for at forenkle vinduesvaskning. Pei modsatte sig imidlertid, og forslaget blev fjernet.

## Urban legend om de 666 ruder
Det er blevet hævdet af nogle, at glasruderne i Louvre-pyramiden er pånøjagtigt 666, "dyrets tal", ofte forbundet med Satan. Dominique Stezepfandts bog François Mitterrand, Grand Architecte de l'Univers erklærer, at "pyramiden er dedikeret til en magt, der er beskrevet som udyret i Johannes' Åbenbaring (...) Hele strukturen er baseret på tallet 6."
Legenden om de 666 ruder stammer fra 1980'erne, da den officielle brochure, der blev offentliggjort under konstruktionen, faktisk citerede dette nummer (endda to gange, skønt det samlede antal ruder blev angivet som 672 i stedet et par sider tidligere). Nummeret 666 blev også nævnt i forskellige aviser. Louvre-museet siger imidlertid, at den færdige pyramide indeholder 673 glasruder (603 rombeformede og 70 trekanter). Et højere tal blev opnået af David A. Shugarts, der rapporterer, at pyramiden indeholder 689 glasstykker. Shugarts opnåede tallet fra Peis tegnestue.
Elementær aritmetik giver mulighed for en let optælling af ruderne: Hver af de tre sider af pyramiden uden indgang har 18 trekantede ruder og 17 rækker af rombeformede arrangeret i en trekant, hvilket giver {\displaystyle \textstyle {\frac {17\cdot (17+1)}{2}}=153} rombeformede ruder (171 ruder i alt). Siden med indgangen har 11 ruder færre (9 romber, 2 trekantede), så hele pyramiden består af {\displaystyle 4\cdot 153-9=603} rombeformere og {\displaystyle 4\cdot 18-2=70} trekanter, 673 ruder i alt.
Myten blomstrede op igen i 2003, da Dan Brown inkorporerede den i sin bedst sælgende roman Da Vinci Mysteriet, hvor hovedpersonen reflekterer, at "this pyramid, at President Mitterrand's explicit demand, had been constructed of exactly 666 panes of glass - a bizarre request that had always been a hot topic among conspiracy buffs who claimed 66 was the number of Satan." David A. Shugarts skriver imidlertid, at den franske præsident ifølge en talskvinde for Peis tegnestue aldrig har specificeret antallet af ruder, der skal bruges i pyramiden. Hun bemærkede, hvordan 666-myten cirkulerede i nogle franske aviser i midten af 1980'erne, og hun kommenterede: "Hvis du kun fandt de gamle artikler og ikke foretog nogen dybere faktatjek og var ekstremt godtroende, kan du tro på 666-historien."

## Pyramide Inversée
Pyramide Inversée er et ovenlysvindue i Carrousel du Louvre-shoppingcentret foran Louvre-museet. Det ligner en omvendt og mindre version af Louvre-pyramiden.

## Renovering
Pyramiden, der er designet til et museum med 4,5 millioner besøgende årligt, viste sig at være utilstrækkelig, da besøgstallet var fordoblet i 2014. Mellem 2014 og 2017 gennemgik indretningen af lobbyområdet i Cour Napoleon under glaspyramiden et grundigt redesign, herunder bedre adgang til pyramiden og Passage Richelieu.

## Peis andre glaspyramider
Samme år Louvre-pyramiden åbnede, opførte Pei store glaspyramider på tagene på IBM Somers Office Complex, som han designet i Westchester County, New York. Pei vendte tilbage til glaspyramide-konceptet ved Rock and Roll Hall of Fame i Cleveland, Ohio, som åbnede i 1995.

## I populærkulturen
Ved begyndelsen af 2006-filmen Da Vinci Mysteriet mødes hovedpersonen Robert Langdon med den franske politichef Bezu Fache foran Louvre-pyramiden. Louvre-pyramiden er blevet Peis mest berømte værk.